# Nactus alotau
Nactus alotau — вид геконоподібних ящірок родини геконових (Gekkonidae). Ендемік Папуа Нової Гвінеї. Описаний у 2020 році.

## Поширення і екологія
Nactus alotau мешкають на південному сході Нової Гвінеї, від затоки Мілн вздовж південного узбережжя до Центральної провінції. Голотип походить з Алотау в провінції Мілн-Бей